# Позиційне сканування
Позиційне сканування (англ. positional scan, рос. позиционное сканирование) — у комбінаторній хімії — спосіб виявлення цільових за властивостями індивідуальних сполук у бібліотеці, за яким виготовляється колекція суббібліотек, рівна за числом загальному числу будівельних блоків, використаних у повній бібліотеці. У кожному пулі одна точка диверсифікації витримується сталою через введення одного будівельного блоку, тоді коли в інших позиціях використовують усі можливі структурні блоки.